# El Nido-Taytay Managed Resource Protected Area
Der Naturpark El Nido-Taytay Managed Resource Protected Area liegt 238 Kilometer nordöstlich von Puerto Princesa, der Hauptstadt der Provinz Palawan auf den Philippinen. Es wurde am 8. Oktober 1998 mit dem Inkrafttreten des Präsidentenerlasses 32 eingerichtet. 
Das El Nido-Taytay Managed Resource Protected Area ist ein kombiniertes Landschafts- und Meeresschutzgebiet und umfasst eine Fläche von 923,34 km², von denen 527,43 km² auf marine Ökosysteme entfallen. Die Kernzone des Naturparks umfasst den Bacuit-Archipel, der für seine bizarre Insellandschaft weltweit bekannt ist. Die Küstenlinie bildet eine Mischung aus hoch aufragenden Felsenklippen, Sandstränden, Mangrovenwäldern und ausgedehnten Wattflächen. An der Küste der Insel Palawan münden zahlreiche kleinere Bäche und Flüsse ins Meer. Der Küste vorgelagert sind zahlreiche Korallenriffe. Die Inseln im Bacuit-Archipel und die Küste von El Nido bestehen aus verkarstetem Kalkstein. Die höchste Erhebung befindet sich auf der Insel Cadlao und erreicht 640 Meter über dem Meeresspiegel. Südlich des Naturschutzgebietes schließt sich das Malampaya Sound Protected Landscape/Seascape an. 
Das Naturschutzgebiet dient nicht nur dem Schutz der Meeresflora und -fauna, sondern auch dem Schutz und der Entwicklung der Lebensgrundlagen der am Meer lebenden örtlichen Bevölkerung. Insgesamt befinden sich 21 Barangays, 18 der Gemeinde der Gemeinde El Nido und drei der Gemeinde Taytay zugehörig, auf dem Gebiet des Naturparks. Die Einrichtung des Naturparks dient ebenso der Entwicklung des Tourismus in der Region.

## Weblinks

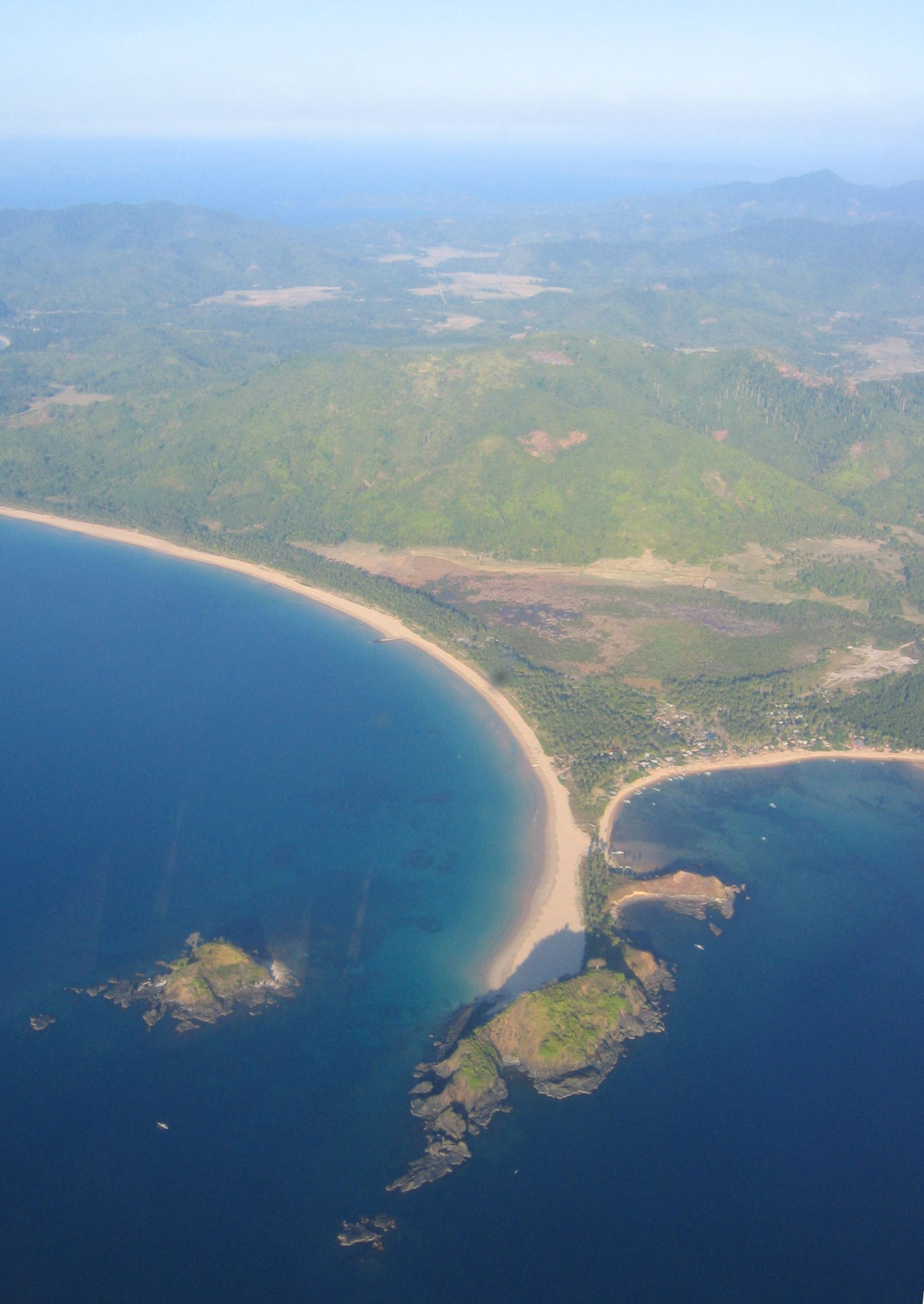
Küstenabschnitt Barangay Bucana

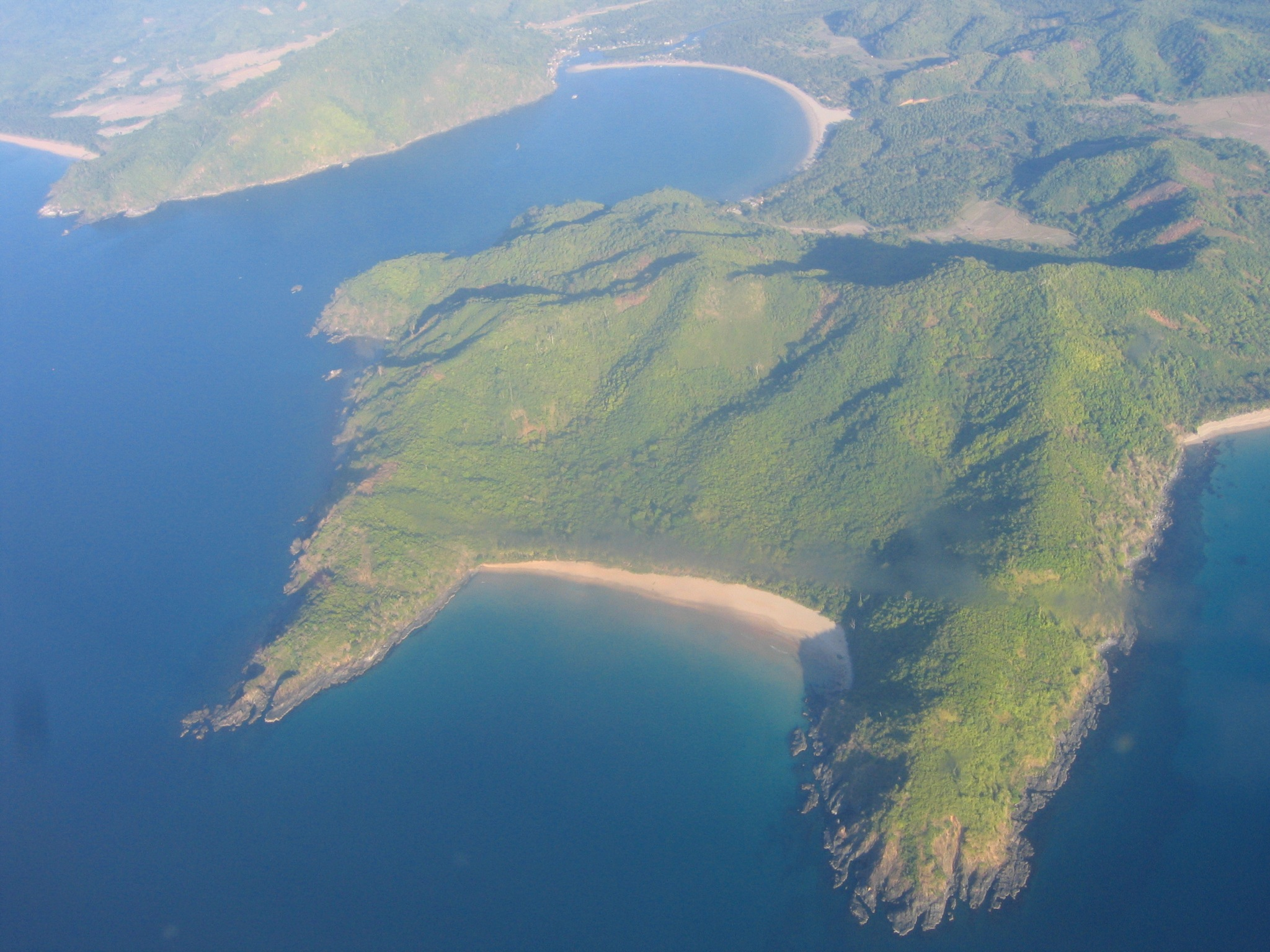
Luftaufnahme vom El Nido-Taytay Managed Resource Protected Area